# Rozmiar obuwia

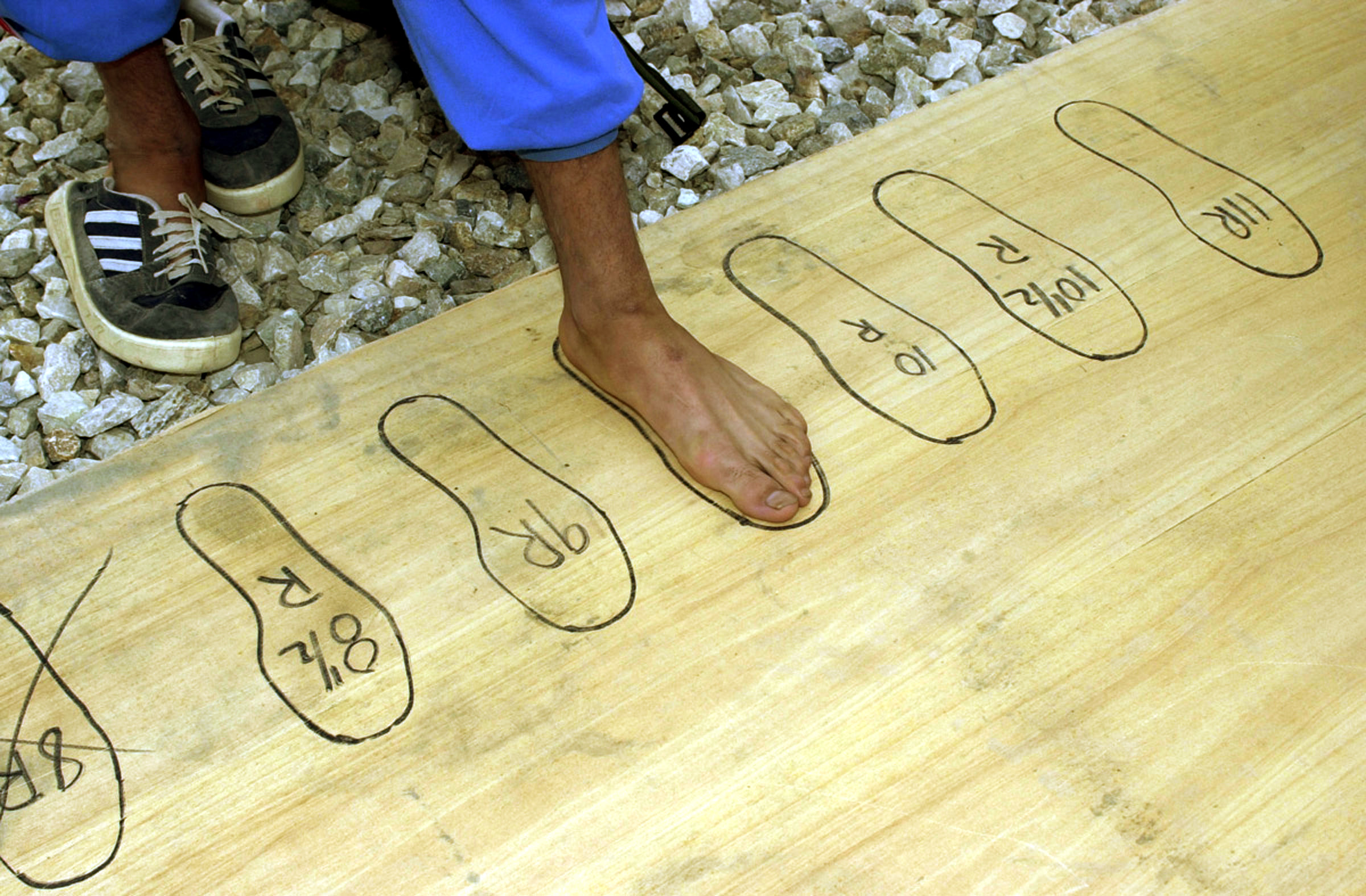
Pomiar stopy celem dobrania obuwia w armii Afganistanu

Rozmiar obuwia – znormalizowany system określający i dopasowujący pod względem wielkości but i stopę.

## Numeracje obuwia

Przykładowe systemy numeracji obuwia spotykane w Polsce:
- metryczny – w zakresie od 9 do 32 cm, z odstępami pomiędzy rozmiarami co centymetr, występują połowy numerów
- sztychowy (francuski) – w zakresie od 12 do 32 cm, odległości pomiędzy rozmiarami wynoszą 6,6 mm
- calowy (angielski) – odległości między numerami wynoszą 1/3 cala, czyli 0,84 cm, stosuje się półnumery. Występują dwie niezależne skale numeracji: dziecięca od numeru 0 do 13 i dla dorosłych od numeru 0 do 14

### Zestawienie rozmiarów w różnych systemach
Rozmiary dziecięce
Rozmiary dla dorosłych